# La Pellerine, Mayenne
La Pellerine är en kommun i departementet Mayenne i regionen Pays de la Loire i nordvästra Frankrike. Kommunen ligger i kantonen Ernée som tillhör arrondissementet Mayenne. År 2022 hade La Pellerine 296 invånare.

## Befolkningsutveckling
Antalet invånare i kommunen La Pellerine
| Referens: INSEE |